# Сухопутні війська Словенії
Сухопу́тні війська́ Слове́нії (словен. Slovenska vojska) — первинна складова частина збройних сил Словенії.

## Історія
Нинішні Збройні сили Словенії беруть початок від Територіальної оборони Республіки Словенії (словен. Teritorialna Obramba Republike Slovenije), утвореної в 1968 році як допоміжне воєнізоване формування регулярної армії комуністичної Югославії на території Словенії. Основними цілями Територіальної оборони було підсилення ЮНА у разі вторгнення і проведення партизанських операцій.
Коли Словенія проголосила незалежність на початку Югославських воєн в 1991 році, Територіальна оборона разом зі словенською поліцією склали той кістяк сил, який протистояв Югославській Народній Армії під час Десятиденної війни. Словенські збройні сили було офіційно засновано в 1993 році як результат реорганізації Територіальної оборони.

## Озброєння і техніка

### Піхота

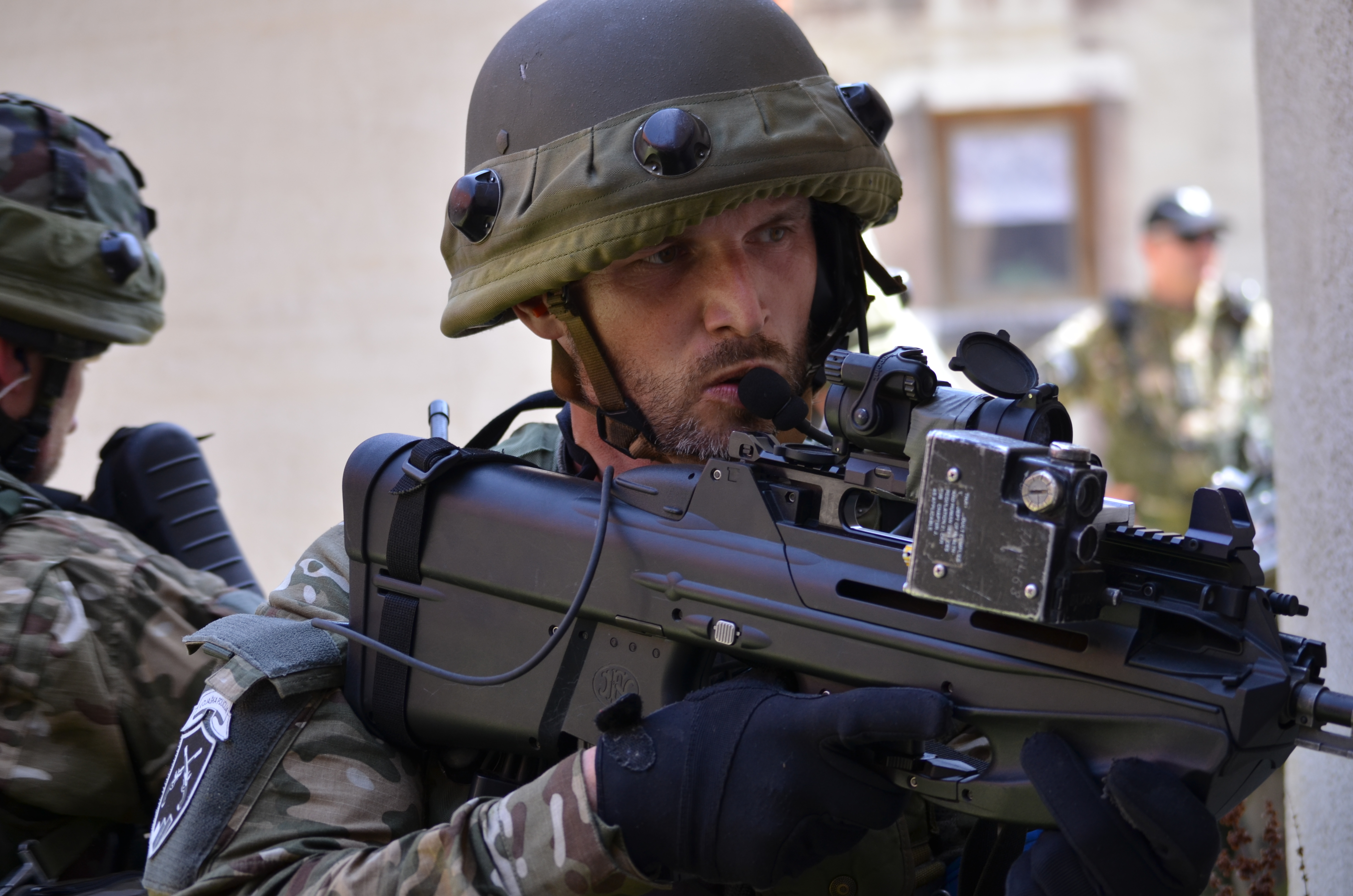
Словенський вояк із штурмовою гвинтівкою FN F2000S

#### Стрілецька зброя
| Модель                              | Зображення | Походження                   | Тип                   | Калібр                             | Подробиці                                                      |           |
| Пістолети                           | Пістолети  | Пістолети                    | Пістолети             | Пістолети                          | Пістолети                                                      | Пістолети |
| ----------------------------------- | ---------- | ---------------------------- | --------------------- | ---------------------------------- | -------------------------------------------------------------- | --------- |
| Beretta 92FS                        |            | Італія                       | Пістолет              | 9x19 мм                            | Стандартний пістолет словенської армії.                        |           |
| Карабіни                            |            |                              |                       |                                    |                                                                |           |
| M59 PAP                             |            | Югославія                    | Карабін               | 7,62×39 мм                         | Використовується словенською ротою почесної варти.             |           |
| Штурмові гвинтівки                  |            |                              |                       |                                    |                                                                |           |
| FN F2000                            |            | Бельгія                      | штурмова гвинтівка    | 5,56×45мм NATO                     | Штурмова гвинтівка стандартного випуску Збройних сил Словенії. |           |
| Кулемети                            |            |                              |                       |                                    |                                                                |           |
| FN Minimi Para                      |            | Бельгія                      | Ручний кулемет        | 5,56×45 мм NATO                    | Легкий кулемет стандартного випуску.                           |           |
| FN MAG                              |            | Бельгія                      | Станковий кулемет     | 7,62×51 мм NATO                    | Станковий кулемет стандартного випуску.                        |           |
| Снайперські гвинтівки               |            |                              |                       |                                    |                                                                |           |
| PGM Ultima Ratio                    |            | Франція                      | Снайперська гвинтівка | 12,7×99 мм NATO                    | Важка снайперська гвинтівка.                                   |           |
| PGM Mini Hecate                     |            | Франція                      | Снайперська гвинтівка | .338 Lapua Magnum                  | Середня снайперська гвинтівка.                                 |           |
| PGM Ultima Ratio                    |            | Франція                      | Снайперська гвинтівка | 7,62×51 мм NATO                    | Снайперська гвинтівка.                                         |           |
| Гранатомети                         |            |                              |                       |                                    |                                                                |           |
| GL1                                 |            | Бельгія                      | Гранатомет            | 40-міліметрова безкорпусна граната |                                                                |           |
| Протитанкова зброя                  |            |                              |                       |                                    |                                                                |           |
| Spike MR & LR                       |            | Ізраїль                      | ПТРК                  | 170 мм                             |                                                                |           |
| MATADOR                             |            | Сінгапур/ Ізраїль/ Німеччина | РПГ                   | 90 мм                              |                                                                |           |
| Переносні зенітно-ракетні комплекси |            |                              |                       |                                    |                                                                |           |
| Igla-2                              |            | СРСР                         | ПЗРК                  | 72 мм                              |                                                                |           |

#### Артилерія
| Модель               | Тип     | Походження | Кількість |
| -------------------- | ------- | ---------- | --------- |
| Причіпна TN90 155 мм | Гаубиця | Ізраїль    | 18        |
| MN 9 120 mm          | Міномет | Ізраїль    | 36        |

#### Танки, БМП і БТР

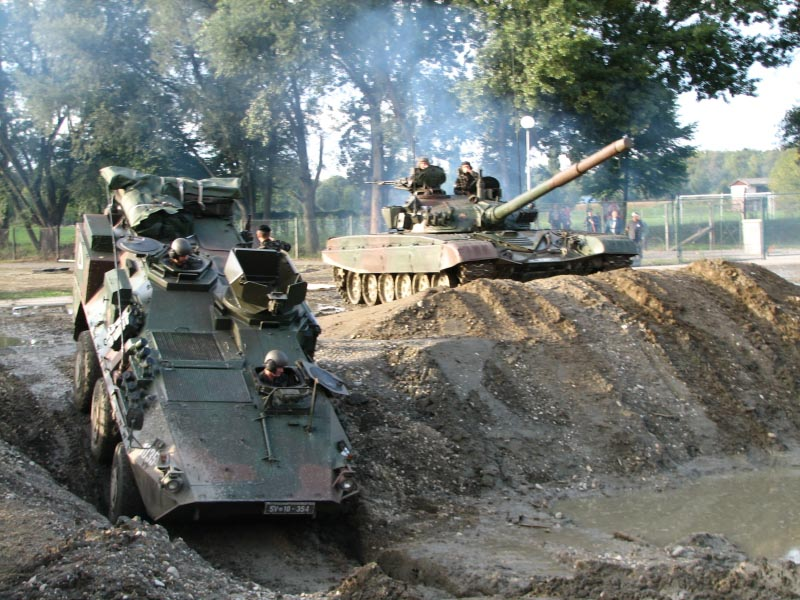
БТР LKOV Valuk 6x6 (ліворуч) і танк M-84 (праворуч)

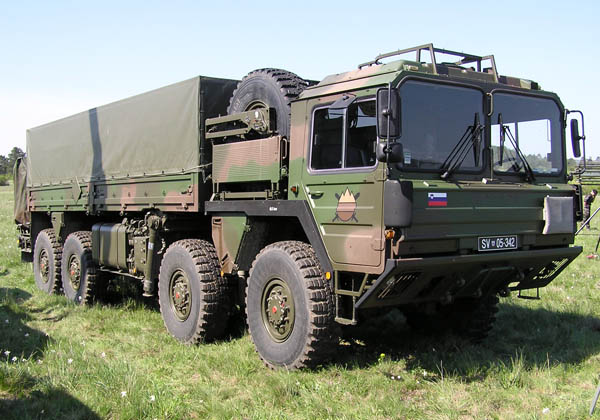
Військова вантажівка

- Основні бойові танки

| Модель | Походження                                  | Кількість                 |
| ------ | ------------------------------------------- | ------------------------- |
| M-84   | Югославія                                   | 54 (19 на дійсній службі) |
| Т-55   | СРСР / Осучаснений до моделі M-55S Словенія | 30 (у резерві)            |

- Бойові машини піхоти

| Модель | Походження | Кількість      |
| ------ | ---------- | -------------- |
| M-80A  | Югославія  | 52 (у резерві) |

- Бронетранспортери

| Модель              | Походження | Кількість |
| ------------------- | ---------- | --------- |
| BOV M               | Югославія  | 28        |
| Valuk               | Словенія   | 85        |
| Patria AMV (Svarun) | Фінляндія  | 30        |

#### Інші транспортні засоби

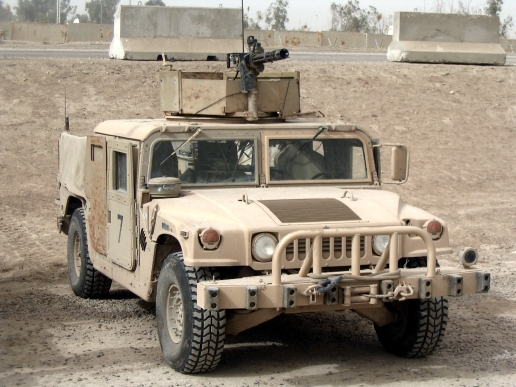
HMMWV словенської армії

| Модель           | Походження | Кількість | Роль                                                |
| ---------------- | ---------- | --------- | --------------------------------------------------- |
| Otokar Cobra LAV | Туреччина  | 10        | Машина радіаційної, хімічної і біологічної розвідки |
| HMMWV            | США        | 42        | Розвідувально-дозорна машина                        |
| JVBT-55          | СРСР       | 7         | Броньована ремонтно-евакуаційна машина              |
| VT-55            | СРСР       | 2         | Броньована ремонтно-евакуаційна машина              |
| МТУ-55           | СРСР       | 4         | Мостоукладач                                        |

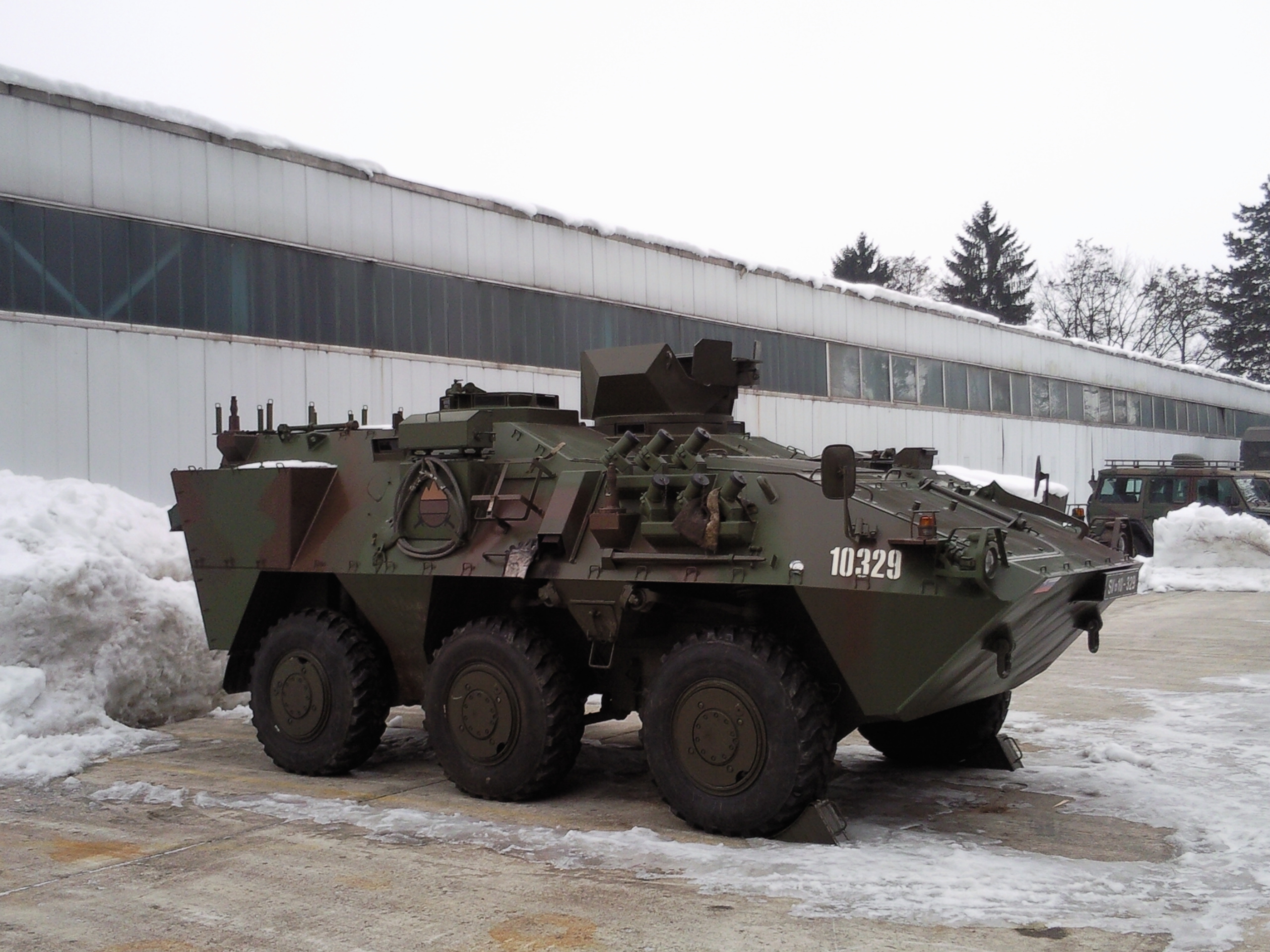
БТР Valuk 6x6
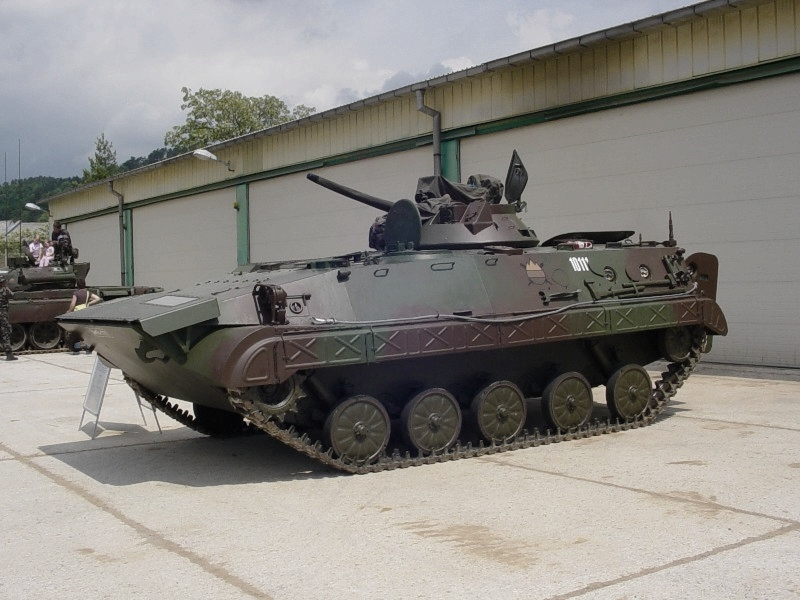
БМП M-80
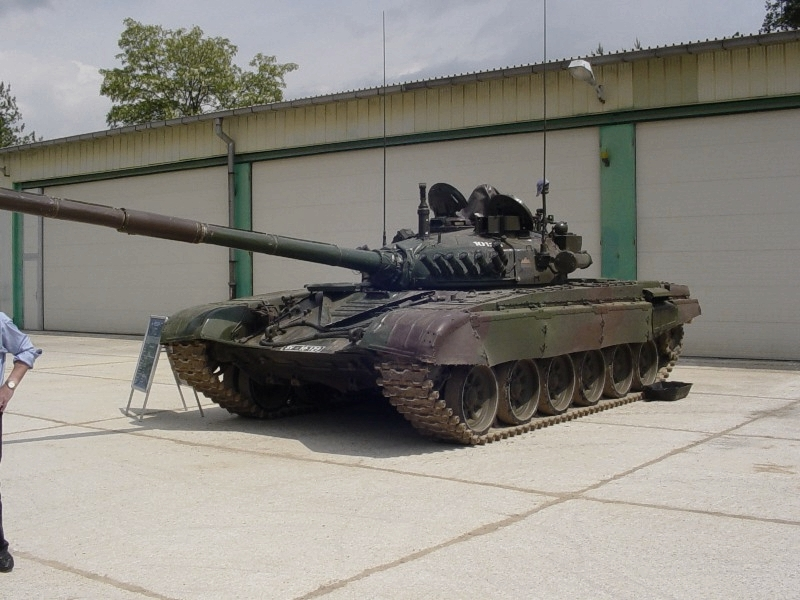
ОБТ M-84
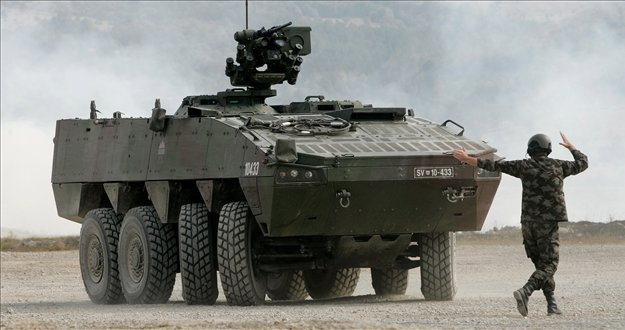
БТР Svarun 8x8

### Колишнє оснащення
- ПТКР 9M111 Fagot — 10 од.
- ПТКР 9K11 Maljutka
- ПЗРК Strela 2M
- Strela 1M — 6 од.
- BOV 3 — 12 од.
- ЗСУ-57-2 — 24 од.

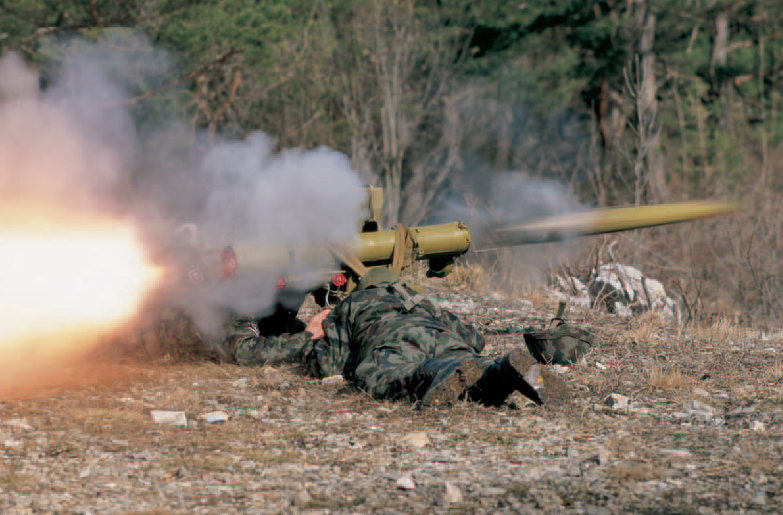
Постріл зі словенської ПТКР 9M111 Fagot

- Причіпна гаубиця M2A1 105 мм — 18 од.
- Причіпна гармата M48B1 76 мм — 30 од.
- Самохідна артилерійська установка 2S1 Gvozdika 122 мм — 8 од.
- Реактивна система залпового вогню M-63 Plamen — 4 од.
- M53/59 Praga — 24 од.
- Танк M-55S — 50 од.
- PT 76B — 6 од. (?)
- БРДМ-2 — 4 од. (?)
- M36 Jackson — 19 од.
- M-84 — 50 од.